# اغل ملن (آيت حدو يوسف)
اغل ملن هو دُوَّار يقع بجماعة آيت حدو يوسف، إقليم شيشاوة، جهة مراكش آسفي في المملكة المغربية. ينتمي الدوّار لمشيخة آيت حدو يوسف التي تضم 15 دوار. يقدر عدد سكانه بـ 355 نسمة حسب الإحصاء الرسمي للسكان والسكنى لسنة 2004.

## روابط خارجية
- البوابة الوطنية للجماعات الترابية
- المندوبية السامية للتخطيط